# Can Puig (Vilafant)
Can Puig és una obra de Vilafant (Alt Empordà) inclosa a l'Inventari del Patrimoni Arquitectònic de Catalunya.

## Descripció
Gran casa pairal, envoltada per un gran jardí, i situada a la part de ponent del clos urbà, a migdia de la nova carretera de Figueres a Besalú, en un turó de 68 metres sobre el nivell del mar. A la porta d'entrada a la masoveria del casal es llegeix "Maria Angela Massanet Ferrer i Puig hereva i vidua de Ramon Llavanera me fecit 28 setembre 1844". Consta de planta baixa i dos pisos i té teulada a quatre vents i elements nobles a l'interior.
El parc i jardí que envolten la casa estan murallats per filades de xiprers centenaris, safareig i horta.

## Història
En la part del casal encarada als horts, i en una de les seves portalades llegim:"Maria Angela Ferrer i Puig hereva i viuda de Ramon Llavanera, 28 setembre 1844".